# Aethiothemis gamblesi
Aethiothemis gamblesi – gatunek ważki z rodziny ważkowatych (Libellulidae). Występuje w Zambii przy granicy z Demokratyczną Republiką Konga; mimo prowadzonych poszukiwań nie udało się go odnaleźć w innych rejonach. Zagrożony wyginięciem.